# Ехара Найто
Найто Ехара (яп. 江原 騎士, нар. 30 липня 1993, Префектура Яманасі, Японія) — японський плавець, бронзовий призер Олімпійських ігор 2016 року.

## Виступи на Олімпійських іграх
| Олімпіада | Дисципліна             | Місце |
| --------- | ---------------------- | ----- |
| Ріо 2016  | 400 м вільним стилем   | 31    |
| Ріо 2016  | 4x200 м вільним стилем | 3     |